# 홈런
홈런(영어: Home Run 또는 HR)은 야구나 소프트볼에서 투수가 던진 공을 타자가 타격하여 공이 담장을 넘어 득점하는 것, 또는 타자가 타격을 한 뒤 한번에 모든 루를 통과하여 홈으로 돌아와 득점을 올리는 것을 말한다.

## 홈런 유형

### 일반 홈런
홈런의 대부분을 차지하며, 타구가 구장의 외야 펜스를 넘어 관중석이나 전광판으로 떨어지는 홈런을 말한다. 홈런이 인정되려면 타구가 좌우 파울 라인 연장선인 양쪽 파울 폴(Foul pole) 안쪽으로 떨어져야 되며, 타구가 파울 폴에 맞는 것도 홈런으로 인정된다. 심판의 수신호는 타구가 날아간 선심의 오른팔을 수평으로 원을 그리며 돌린다.

### 장외 홈런
장외 홈런(Outside the Park Home Run, 아웃사이드 더 파크 홈런)은 타구가 관중석을 지나 구장 건물 밖으로 넘어간 홈런이다.

### 인사이드 더 파크 홈런
인사이드 더 파크 홈런(Inside the Park Home Run)은 야구장 필드 안으로 타구가 떨어진 상태에서 기록되는 홈런이다. 즉, 타구가 외야 펜스를 넘지 않은 페어 존에 떨어진 후, 타자가 타격한 후 아웃되지 않고 한번에 3개의 루를 통과하여 홈으로 들어오는 경우다. 상대 야수의 플레이 중 실책이 포함되면 인사이드 더 파크 홈런으로 인정되지 않는다.
한국에서는 "그라운드 홈런(Ground Home Run)", 일본에서는 "러닝 홈런(Running Home Run)"으로 많이 불린다.

## 상황별 홈런

### 솔로 홈런
솔로 홈런(영어: solo home run, solo homer)은 주자가 없는 상황에서 기록한 것으로, 타자만 점수로 기록되는 홈런을 말한다. 홈런 중 가장 득점이 적은 홈런이다. 솔로 홈런을 친 타자에게는 1안타 1홈런 1타점 1득점이 부여된다.

### 투런 홈런
투런 홈런(영어: two-run homer, two-run shot)은 타자를 포함한 2명의 주자가 홈으로 들어올 수 있는 홈런이다. 타자에게 1안타 1홈런 2타점 1득점이 부여된다. 주자에겐 1득점이 부여된다.

### 스리런 홈런
스리런 홈런(영어: three-run homer, three-run shot)은 타자를 포함한 3명의 주자가 홈으로 들어올 수 있는 홈런이다. 타자에게 1안타 1홈런 3타점 1득점이 부여되며, 두 명의 주자에겐 각각 1득점이 부여된다.

### 그랜드 슬램
만루 홈런은 타자를 포함한 4명의 주자가 홈으로 들어올 수 있는 홈런이다. 미국에서는 그랜드슬램(영어: grand slam)이라고 하며 타자에게 1안타 1홈런 4타점 1득점이 부여되며, 세 명의 주자에겐 각각 1득점이 부여된다.

### 끝내기 홈런
끝내기 홈런은 9회말 또는 연장말 공격에 홈런으로 경기를 끝내는 홈런을 말한다.
예를 들어 1:0 스코어에서 1루에 주자가 있는 상황에 2점홈런(Two run homerun)을 치면 1:2로 스코어가 역전된다. 1:0 스코어에서 1루, 2루에 주자가 있는 상황에 3점홈런(Three run homerun)을 치면 1:3로 스코어가 역전된다.
특성상 말 공격을 하는 팀만이 칠 수 있으며 일반적으로 말 공격은 홈팀이 한다.

### 연타석 홈런
연타석 홈런은 한 선수가 두 타석 연속으로 홈런을 치는 것을 말한다.

### 리드오프 홈런
리드오프 홈런(Lead-Off Home Run)은 첫 이닝(1회초, 1회말), 팀의 1번 타자가 치는 홈런이다. "선두 타자 홈런"이라고도 한다.

### 백투백 홈런
랑데부 홈런이라고도 한다. 앞선 타자가 홈런을 친 뒤 바로 다음 타자가 홈런을 치는 경우이다. "연속 타자 홈런"이라고도 한다.

### 사이클링 홈런
사이클링 홈런은 한 경기에서 개인 또는 팀이 솔로 홈런, 2점 홈런, 3점 홈런, 만루 홈런 네 가지를 다 치는 것을 말한다.
사이클링 홈런은 한국식 표현이며, 미국에서는 홈런 사이클(Home run cycle)이라고 불린다.
개인이 사이클링 홈런을 기록하기는 매우 어려운데, 그 이유는 한경기에서 한 사람이 홈런 4개를 몰아서 치는 것도 힘들며 홈런이 나올 때마다 적당한 수의 주자가 나가는 상황이 함께 발생해야 하지 않으면 안되기 때문이다.
KBO 리그와 일본 프로 야구, 미국 메이저 리그 야구를 통합하여 1군 무대에서 사이클링 홈런을 기록한 선수는 아직까지 없다. 다만 마이너 리그 베이스볼 더블 A 리그 경기에서 트레블러스의 타이론 혼이 사이클링 홈런을 기록한 적이 있다.
사이클링 홈런에 근접하였으나 결국 달성하지 못한 선수는 몇몇 있다. 대한민국 프로 야구의 경우 마해영 선수가 삼성 라이온즈 시절 롯데 자이언츠를 상대로 1회 2점, 3회 솔로, 4회 3점 등 3연타석 홈런을 기록하였지만 만루 홈런을 기록하지 못했다. 2009년에는 이범호 선수가 한화 이글스 시절 LG 트윈스를 상대로 2회 만루홈런, 6회 솔로홈런, 7회 3점홈런을 기록했지만 2점홈런을 치지 못하면서 기록 달성에 실패했다. 2015년에는 에릭 테임즈 선수가 소속팀 NC 다이노스에서 두산베어스를 상대로 2회 만루, 4회 3점, 6회 솔로 등 3연타석 홈런을 기록했지만 7회 대수비 때 조평호와 교체 아웃되면서 기록 달성에 실패했으며, 같은 해 박석민 선수가 소속팀삼성 라이온스에서 롯데 자이언츠를 상대로 1회 2점, 3회 3점, 5회 만루 등 3연타석 홈런을 기록했지만 솔로홈런을 치지 못하면서 기록 달성에 실패했다. 2017년에는 윌린 로사리오 선수가 소속팀 한화 이글스에서 KT 위즈를 상대로 2회 2점홈런, 5회 솔로홈런, 6회 3점홈런을 기록한 데 이어 7회 솔로홈런마저 달성하면서 4연타석 홈런을 기록함과 동시에 5연타석 홈런과 사이클링 홈런에 대한 기대감을 높였지만 만루홈런을 치지 못하면서 두 기록은 물거품이 되고 말았다. 2018년에는 고졸루키 강백호선수가 소속팀 KT 위즈에서 롯데 자이언츠를 상대로 4회 2점, 6회 솔로, 8회 3점 등 3연타석 홈런을 기록했지만 만루홈런을 치지 못하면서 기록 달성에 실패했다.
미국 대학 야구에서 1999년 5월 10일 플로리다 주립대학교의 미샬 멕두걸이 6연타석 홈런을 치는 진기록을 세웠지만 만루홈런을 못 쳐서 기록 달성에는 실패했다.
2010년 9월 18일 클리블랜드 인디언스의 추신수 선수가 캔자스시티 로열스를 상대로 4회 2점홈런, 6회 만루홈런, 8회 솔로홈런을 기록했지만 3점홈런을 치지 못하면서 기록 달성에 실패했다.
대한민국 프로 야구의 경우, 팀 사이클링 홈런은 총 19번 있었다. 삼성 라이온즈가 4번의 사이클링 기록을 세웠으며, 최초의 팀 사이클링 홈런도 삼성 라이온즈가 기록한 것이다. 기록 당시 홈런을 친 당사자는 장태수, 류중일, 김성래, 이만수였다. 가장 최근의 사이클링 홈런은 SK 와이번스가 2018년 10월 10일 두산 베어스와의 원정 경기에서 제이미 로맥이 만루,2점홈런을 기록하는 등 맹활약을 펼치면서 사이클링 홈런을 기록하였으며, 프로야구 역사상 1이닝동안 사이클링 홈런을 달성한 예는 이전에는 없었다.
사이클링 홈런 중에서도 가장 드문 것으로는 한 이닝에 사이클링 홈런을 기록하는 것으로, 이는 한 이닝에 개인 또는 팀이 1, 2, 3, 4점 홈런을 모두 쳐내야 하기 때문이다.

## KBO 리그 야구 홈런 기록 및 명단

### 개인 통산 최다 홈런
2024년 7월 현재
| 순서 | 선수명 | 홈런 | 기간            | 소속팀               | 기타                    |
| ---- | ------ | ---- | --------------- | -------------------- | ----------------------- |
| 1    | 최정   | 502  | 2005년 ~ 현재   | SK-SSG               | 현재 SSG 랜더스 선수    |
| 2    | 이승엽 | 467  | 1995년 ~ 2017년 | 삼성                 | 현재 두산 베어스 감독   |
| 3    | 최형우 | 392  | 2002년 ~ 현재   | 삼성-KIA             | 현재 KIA 타이거즈 선수  |
| 4    | 박병호 | 389  | 2005년 ~ 현재   | LG-넥센-키움-kt-삼성 | 현재 삼성 라이온즈 선수 |
| 5    | 이대호 | 374  | 2001년 ~ 2021년 | 롯데                 |                         |
| 6    | 양준혁 | 351  | 1993년 ~ 2010년 | 삼성-해태-LG 삼성    | 현재 스포츠 해설가      |
| 7    | 장종훈 | 340  | 1986년 ~ 2005년 | 빙그레-한화          |                         |
| 8    | 이호준 | 337  | 1994년 ~ 2017년 | 해태-SK-NC           | LG 코치                 |
| 9    | 강민호 | 331  | 2004년 ~ 현재   | 롯데-삼성            | 현재 삼성 라이온즈 선수 |
| 10   | 이범호 | 329  | 2000년 ~ 2019년 | 한화-KIA             | 현재 KIA 타이거즈 감독  |

### 한 시즌 최다 홈런
2021년 1월 현재
| 순서 | 선수명           | 홈런 | 연도   | 소속팀 | 기타     |
| ---- | ---------------- | ---- | ------ | ------ | -------- |
| 1    | 이승엽           | 56   | 2003년 | 삼성   | 홈런 1위 |
| 2    | 이승엽           | 54   | 1999년 | 삼성   | 홈런 1위 |
| 3    | 심정수           | 53   | 2003년 | 현대   | 홈런 2위 |
| 3    | 박병호           | 53   | 2015년 | 넥센   | 홈런 1위 |
| 5    | 박병호           | 52   | 2014년 | 넥센   | 홈런 1위 |
| 6    | 야마이코 나바로  | 48   | 2015년 | 삼성   | 홈런 2위 |
| 7    | 이승엽           | 47   | 2002년 | 삼성   | 홈런 1위 |
| 7    | 에릭 테임즈      | 47   | 2015년 | NC     |          |
| 7    | 멜 로하스 주니어 | 47   | 2020년 | Kt     | 홈런 1위 |
| 8    | 최정             | 46   | 2017년 | SK     | 홈런 1위 |
| 8    | 심정수           | 46   | 2002년 | 현대   | 홈런 2위 |
| 10   | 로마이어         | 45   | 1999년 | 한화   | 홈런 2위 |
| 10   | 페르난데스       | 45   | 2002년 | SK     | 홈런 3위 |

### 팀 사이클링 홈런
2015년 9월 현재
| 순서 | 일자             | 팀            | 상대팀        | 구장 | 내용 | 결과            | 기타  |
| ---- | ---------------- | ------------- | ------------- | ---- | --- | --------------- | ----- |
| 1    | 1987년 9월 29일  | 삼성 라이온즈 | OB 베어스     | 대구 | 장태수(3회 1점) 김성래(7회 2점) 김용국(7회 4점) 이만수(8회 3점)                                                                 | 20-3 (삼성 승)  |       |
| 2    | 1989년 7월 10일  | 태평양 돌핀스 | 삼성 라이온즈 | 대구 | 김진규(2회 1점) 김한근(2회 2점) 김바위(3회 3점) 김동기(4회 4점) 김바위(4회 1점)                                                 | 23-4(태평양 승) |       |
| 3    | 2010년 7월 29일  | 기아타이거즈  | 롯데 자이언츠 | 부산 | 이용규 (3회 3점). (3회 4점), 채종범 (3회 2점) 최희섭 (3회2점)                                                                   | 12-5 (기아 승)  |       |
| 15   | 2014년 5월 7일   | NC 다이노스   | 넥센 히어로즈 | 목동 | 지석훈(1회 3점) 나성범(2회 2점) 이종욱(3회 3점) 나성범(3회 1점) 이호준(3회 1점) 이호준(5회 4점)                                 | 24-5(NC 승)     | [ 1 ] |
| 17   | 2015년 9월 15일  | NC 다이노스   | kt 위즈       | 마산 | 나성범(1회 3점) 손시헌(2회 1점) 김태군(2회 2점) 이호준(6회 4점)                                                                 | 11-3(NC 승)     | [ 2 ] |
| 18   | 2017년 9월 13일  | SK 와이번스   | 기아 타이거즈 | 인천 | 최정(3회 3점) 이재원(6회 1점) 최정(7회 4점) 로맥(7회 2점)                                                                       | 10-15(SK 승)    |       |
| 19   | 2018년 10월 10일 | SK 와이번스   | 두산 베어스   | 잠실 | 로맥(1회 4점) 이재원(8회 1점) 로맥(9회 2점)                                                                                     | 12-5(SK 승)     |       |
| 20   | 2020년 7월 28일  | LG 트윈스     | SK 와이번스   | 인천 | 이형종(5회 1점) 오지환(5회 3점) 김민성(6회 1점) 김현수(7회 2점) 유강남(7회 3점) 윤석민(7회 2점) 윤석민(9회 2점) 채은성(9회 4점) | 24-7(LG 승)     |       |

### 단일 시즌 홈런 신기록
22, 김봉연, 해태 타이거즈, 1982년
27, 이만수, 삼성 라이온즈, 1983년
30, 김성한, 해태 타이거즈, 1988년
35, 장종훈, 빙그레 이글스, 1991년
41, 장종훈, 빙그레 이글스, 1992년
42, 타이론 우즈, OB 베어스, 1998년
54, 이승엽, 삼성 라이온즈, 1999년
56, 이승엽, 삼성 라이온즈, 2003년

## 역대 통산 홈런 신기록 선수

### 일본
1, 오 사다하루, 요미우리 자이언츠 868개

### 미국
25, 배리 본즈, 샌프란시스코 자이언츠 762개

### 한국
36, 이승엽, 삼성 라이온즈
626개

## 단일 시즌 홈런 신기록

### 일본
일본 프로야구 기록(1리그 시대)
2, 후지무라 후미오, 오오사카 타이거스, 야마시타 미노루, 한큐군, 후루야 구라노스케, 나고야 긴고군, 1936년 가을
4, 나카지마 하루야스, 도쿄 교진군, 마쓰키 겐지로, 오사카 타이거스, 1937년 봄
6, 다카하시 요시오, 고라쿠엔 이글스, 1937년 가을
10, 나카지마 하루야스, 도쿄 교진군, 1938년 가을
20, 오시타 히로시, 세네터즈, 1946년
25, 아오타 노보루, 요미우리 자이언츠, 가와카미 데쓰하루, 요미우리 자이언츠, 1948년
46, 후지무라 후미오, 오오사카 타이거스, 1949년
일본 프로야구 기록(센트럴 리그)
51, 고츠루 마코토, 쇼치쿠 로빈스, 1950년
55, 오 사다하루, 요미우리 자이언츠, 1964년
60, 블라디미르 발렌틴, 도쿄 야쿠르트 스왈로스, 2013년
일본 프로야구 기록(퍼시픽 리그)
43, 벳토 가오루, 마이니치 오리온스, 1950년
52, 노무라 가쓰야, 난카이 호크스, 1963년
55, 터피 로즈, 오사카 긴테쓰 버펄로스, 2001년

### 미국
미국 메이저 리그 베이스볼 기록
5 조지 홀, 필라델피아 애슬레틱스, 1876년 (시즌 70경기)
9 Charley Jones, 보스턴 레드스타킹스, 1879년 (시즌 84경기)
14, Harry Stovey, 필라델피아 애슬레틱스 (AA), 1883년 (시즌 98 경기)
27, 네드 윌리엄슨, 시카고 화이트스타킹스 (NL), 1884년 (시즌 112 경기)
29, 베이브 루스, 보스턴 레드삭스 (AL), 1919년 (시즌 140 경기)
54, 베이브 루스, 뉴욕 양키스 (AL), 1920년 (시즌 154 경기)
59, 베이브 루스, 뉴욕 양키스 (AL), 1921년 (시즌 154 경기)
60, 베이브 루스, 뉴욕 양키스 (AL), 1927년 (시즌 154 경기)
61, 로저 메리스, 뉴욕 양키즈 (AL), 1962년 (시즌 162경기)
70, 마크 맥과이어, 세인트루이스 카디널스 (NL) 1998년 (시즌 162경기)
73, 배리 본즈, 샌프란시스코 자이언츠 (NL), 2001년 (시즌 162경기)

## 홈런 이모저모
- 두산 베어스는 안타, 실책, 볼넷, 폭투, 아웃, 더블플레이 등을 했을 때마다 잠실야구장의 전광판 그래픽에서는 항상 파란색 한글로 표기된다. 이는 평소 야구의 홈팀으로서 전광판 그래픽이 나오는 그대로다. 하지만 홈런을 쳤을 경우에는 전광판에서는 그래픽이 나오나, 정작 파란색 한글로 홈런이 나오지 않고 빨간색 영어의 HOME RUN으로 나온다. 실제로 유일하게 2015년부터 2016년까지 두산 베어스가 잠실야구장에서 홈런을 쳤을 경우 잠실야구장 전광판에 빨간색 영어로 표기되었다[3].
- 그리고 2017년부터는 두산베어스의 전광판 홈런 그래픽이 글자색깔만 파란색으로 바뀌었고 정작 영어 그대로 HOME RUN으로 표기되었다.[4]. 5월 28일에 오재일이 홈런을 쳤을 때에 전광판에 파란색으로 영어 홈런으로 표기되었다.

## 같이 보기
- 500 홈런 클럽
- 위플볼